# Харківська міська територіальна громада
Харківська міська територіальна громада — територіальна громада в Україні, в Харківському районі Харківської області. Адміністративний центр — місто Харків.
Площа громади — 370 км2, населення громади — 1 443 207 осіб (2020).
Утворена 12 червня 2020 року шляхом перетворення Харківської міської ради Харківської області на Харківську міську громаду. Перші вибори Харківської міської ради та міського голови відбулися 25 жовтня 2020 року.

## Склад громади
До складу громади входить місто Харків та поселення колишньої Кулиничівської селищної ради: Бражники, Заїки, Кулиничі, Перемога, які досі не зняті з обліку.

## Міський бюджет
У загальному фонді бюджету Харківської міської територіальної громади на 2023 рік:
1. належать доходи, визначені статтею 64 Бюджетного кодексу України (з урахуванням положень Закону України «Про Державний бюджет України на 2023 рік»), та трансферти, визначені Бюджетним кодексом України;
2. джерелами формування в частині фінансування с надходження, визначені частиною першою статті 15 Бюджетного кодексу України;
3. джерелами формування в частині кредитування є надходження, визначені Бюджетним кодексом України[3].

| Найменування згідно з Класифікацією доходів бюджету                                             | Загальний фонд  | Спеціальний фонд |
| ПОДАТКОВІ НАХОДЖЕННЯ                                                                            | 14 078 442 600  | 14 075 899 000   |
| Податки на доходи, податки на прибуток, податки на збільшення ринкової вартості                 | 9 572 192 200   | 9 572 192 200    |
| Рентна плата та плата за використання інших природних ресурсів                                  | 233 400 233 400 |                  |
| Внутрішні податки на товари та послуги                                                          | 975 050 500     | 975 050 500      |
| Акцизний податок з реалізації суб’єктами господарювання роздрібної торгівлі підакцизних товарів | 568 941 900     | 568 941 900      |
| Місцеві податки та збори, що сплачуються (перераховуються) згідно з Податковим кодексом України | 3 528 422 900   | 3 528 422 900    |
| Інші податки та збори                                                                           | 2 543 600       |                  |
| НЕПОДАТКОВІ НАДХОДЖЕННЯ                                                                         | 219 572 399     | 97 572 200       |
| Доходи від власності та підприємницької діяльності                                              | 6 606 100       | 6 606 100        |
| Адміністративні збори та платежі, доходи від некомерційної господарської діяльності             | 71 115 800      | 71 115 800       |
| Інші неподаткові надходження                                                                    | 19 884 300      | 19 850 300       |
| Власні надходження бюджетних установ                                                            | 121 966 199     |                  |
| ДОХОДИ ВІД ОПЕРАЦІЇ З КАПІТАЛОМ                                                                 | 1 796 900       | 7 700            |
| Надходження від продажу основного капіталу                                                      | 7 700           | 7 700            |
| Усього доходів (без урахування міжбюджетних трансфертів)                                        | 14 299 811 899  | 14 173 478 900   |
| ОФІЦІЙНІ ТРАНСФЕРИ                                                                              | 1 808 629 700   | 291 342 700      |
| Від органів державного управління                                                               | 1 808 629 700   | 291 342 700      |
| Дотації з державного бюджету місцевим бюджетам                                                  | 291 342 700     | 291 342 700      |
| Субвенції з державного бюджету місцевим бюджетам                                                | 1 517 287 000   |                  |
| РАЗОМ ДОХОДІВ                                                                                   | 16 108 441 599  | 14 464 821 600   |